# SuperHi
 (janvier 2024).
SuperHi est un site web de formation en ligne destiné à l'apprentissage du développement web et au design web. C'est également une communauté en ligne de personnes créatives apprenant à coder. SuperHi a été fondé en 2016 par Rik Lomas.